# Genealoge
Genealogen (von altgriechisch γενεαλόγος genealógos „der ein Geschlechtsregister verfertigt“; zurückgehend auf γενεά geneá „Geburt, Abstammung, Sippschaft, Familie“ und λόγος lógos „Lehre“) oder Familienforscher (genauer eigentlich Famiiengeschichtsforscher, in Abgrenzung von der Familienforschung der Familiensoziologie) befassen sich mit der Genealogie von Menschen. In der Mehrzahl handelt es sich um Amateurforscher, die sich im Laufe der Zeit Fachwissen aneignen. Genealoge ist keine geschützte Berufsbezeichnung.
Genealogische Vereine oder Gesellschaften fördern die Genealogie. Die meisten deutschen genealogischen Vereine gehören dem Dachverband Deutsche Arbeitsgemeinschaft genealogischer Verbände e. V. (DAGV) an. Dieser richtet auch den jährlich stattfindenden Deutschen Genealogentag in wechselnden Städten aus.
Die überwiegende Zahl der Genealogen betreibt ihr Forschungsgebiet ohne Erwerbsabsichten, nur ein kleiner Teil (etwa Erbenermittler) arbeitet in Voll- oder Teilzeit als Berufsgenealoge. Ein Teil der deutschsprachigen Berufsgenealogen ist im Verband deutschsprachiger Berufsgenealogen zusammengeschlossen.

## Bedeutende Genealogen
- Adolf Fischer (1925–1995), organisierte und leitete Arbeitsgemeinschaften der Familienforschung des Egerlandes und Ostdeutschlands
- Johannes Gallandi (1843–1917), Zusammenstellung der Stammreihen des ost- und westpreußischen Adels, Wappensammlung
- Johann Christoph Gatterer (1727–1799)
- Johannes Hohlfeld (1888–1950), langjähriger Leiter der Zentralstelle für Deutsche Personen- und Familiengeschichte
- Stephan Kekule von Stradonitz (1863–1933), Entwickler des gebräuchlichsten Ahnen-Nummerierungssystems (siehe Kekule-Nummer)
- Bernhard Koerner (1875–1952), war rund 50 Jahre lang Herausgeber des Genealogischen Handbuchs Bürgerlicher Familien
- Helmuth Maier (1892–1976), „einer der bedeutendsten württembergischen Genealogen“[2]
- Luneburg Mushard (1672–1708), Genealogie vom Hertzogthum Bremen u. Verden
- Ernst von Oidtman (1854–1937), Sammlung rheinischer Familien
- Bartosz Paprocki (1540/43–1614), „Vater der polnischen und mährischen Genealogie“
- Roman von Procházka (1900–1990), Rechtsanwalt, Genealoge und Autor genealogischer Handbücher
- Hans Wolfgang Quassowski (1890–1968), Autor der Kartei Quassowski
- Fritz Roth (1905–1987), Autor der Restlosen Auswertungen von Leichenpredigten
- Ladislaus Sunthaym (1440–1512)
- Franz Sylvester Weber (1876–1947), Südtiroler Genealoge